# جورج باربير (ممثل)
جورج باربير (بالإنجليزية: George Barbier)‏ مواليد 19 نوفمبر 1864 في فيلادلفيا، الولايات المتحدة - الوفاة 19 يوليو 1945 في هوليوود، الولايات المتحدة، هو ممثل أمريكي بدأ مسيرته الفنية سنة 1900. ظهر في قرابة 88 فلما.

## الأعمال
- درب التبانة
- الملازم المبتسم
- ساعة معك
- الأرملة المرحة
- زواج وايكيكي
- مغامرات ماركو بولو
- يانكي دودل داندي
- مرحا فريسكو مرحا

## روابط خارجية
- جورج باربير على موقع IMDb (الإنجليزية)
- جورج باربير على موقع ألو سيني (الفرنسية)
- جورج باربير على موقع أول موفي (الإنجليزية)
- جورج باربير على موقع قاعدة بيانات برودواي على الإنترنت (الإنجليزية)
- جورج باربير على موقع قاعدة بيانات برودواي على الإنترنت (الإنجليزية)
- جورج باربير على موقع قاعدة بيانات الأفلام السويدية (السويدية)
- جورج باربير على موقع إن إن دي بي (الإنجليزية)
- جورج باربير على موقع قاعدة بيانات الفيلم (الإنجليزية)
- جورج باربير على موقع كينوبويسك (الروسية)